# مثبت

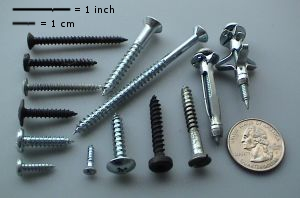
وسائل تثبيت عادية (العملة توضح مقياس الرسم)

المِرْبَطة أو المُثبِّت أو وسيلة التثبيت أداة تستخدم لربط شيئين أو أكثر أو تثبيتهما معًا بطريقة ميكانيكية، وقد تستخدم وسائل التثبيت لغلق الحاويات مثل الحقائب أو الصناديق أو الأظرف، أو قد تشير إلى ضم أطراف فتحتي مادة مرنة أو إضافة غطاء (حاوية) لحاوية، إلخ.
وهناك أيضًا أدوات غلق ذات أغراض خاصة ومنها مشبك أكياس الخبز. واستخدام وسائل التثبيت بهذه الطريقة هو استخدام مؤقت بمعنى أنه يمكن تثبيتها وفكها بين الحين والآخر.
وتستفيد بعض أنواع الوصلات الخشبية من الدواعم الداخلية المنفصلة مثل الدسار أو موصل الأخشاب والذي قد يعد شكلاً من أشكال وسائل التثبيت بالنظر إلى نظام الوصل المفصلي، رغم أنها بذاتها لا تستخدم في الأغراض العامة لأدوات التثبيت.
ويكثر في الأثاثات المجهزة في شكل التجميع استخدام دسار الكامة المغلق بـ قفل الكامة (سقاطة) وهو المعروف بمثبتات كونفورمات conformat.
ويمكن استخدام أدوات مثل الحبل والخيط والسلك (مثل السلك المعدني المكسي أحيانًا بالبلاستيك أو الأسلاك مزدوجة التوازي المجموعة مع بعضها داخل طلية شريطية بلاستيكية) حزمة أسلاك أو سلسة أو بلاستيك التغليف في الربط الميكانيكي للأشياء، ومع ذلك لا تصنف ضمن أدوات التثبيت لأن لها استخدامات أخرى شائعة. وبالمثل، ربما تستخدم المحاور والنابض (أداة) في ربط الأشياء بعضها ببعض، ولكنها لا تعد بطبيعة الحال من المثبتات لأن الغرض الأساسي منها هو تيسير التمفصل وليس التثبيت.

## الطرق البديلة لربط المواد بعضها ببعض
الثني (الواصلة) أو اللحام أو اللحام بالقصدير أو اللحام بالنحاس الأصفر أو شريط اللصق أو الغراء أو التثبيت بـ الأسمنت أو استخدام أي من المواد اللاصقة الأخرى. ويمكن تستخدم القوة كما هو الحال في استخدام المغناطيس أو التخلية (مثل أكواب الترشيح) أو حتى الاحتكاك.

## أنواع وسائل التثبيت
هناك ثلاثة أنواع رئيسية من وسائل التثبيت المستخدمة في الصناعة وهي:
الفولاذ (الصلب) غير القابل للصدأ والصلب الكربوني والصلب السبائكي. ودرجة الفولاذ في وسائل التثبيت غير القابلة للصدأ هي: السلسلة 200 والسلسلة 300 والسلسلة 400.

## الصناعة
في عام 2005 قدر عدد المصانع التي تقوم على صناعة أدوات التثبيت في الولايات المتحدة بحوالي 350 مصنعًا يعمل بها 40000 عامل. وارتبطت هذه الصناعة ارتباطًا وثيقًا بإنتاج السيارات والطائرات والأجهزة والآلات الزراعية والإنشاءات التجارية والبنية التحتية. ويستخدم ما تربو قيمته على 200 مليار من المثبتات في الولايات المتحدة كل عام وتستهلك في صناعة السيارات 26 مليار.

## الأنواع
- مسمار التثبيت
- العوارض الخشبية
- المثبت النحاسي الأصفر
- الإبزيم
- الزر
- رباط الكابل
- مثبت مقيد
- الماسك (أداة) (أو القامطة)
  - ماسك الخرطوم
- المشابك
  - المشبك الحلقي
  - مشبك جراد البحر
- المشابك
- الماسكات
  - الحلقة الحابكة
  - دبوس الشعر
  - دبوس الورق
  - دبوس القماش
- القابض (دبوس مشبك)
- دبوس الرسم (مسمار الخرائط)
- الشفة
- المفرق
- عروة تثبيت
- الغلق بالخطاف والعين
- المزلاج (أداة)
- المسمار (أداة تثبيت)
- مشبك (الملابس)
  - ملقط الغسيل
  - وتد الخيمة
- صامولة PEM
- الدبابيس
  - دبوس مشبك رابطة العنق
  - المشبك الدائري
  - أدوات التثبيت المعلقة
  - المشبك
  - الدسار
  - المسمار المحوري
  - الماسك على شكل R
  - الدبوس المشقوق
  - الدبوس النابض
  - دبوس مستدق الطرف
- حلقة مثبتة
  - حلقة حابكة
  - الحلقة على شكل e
- برشام

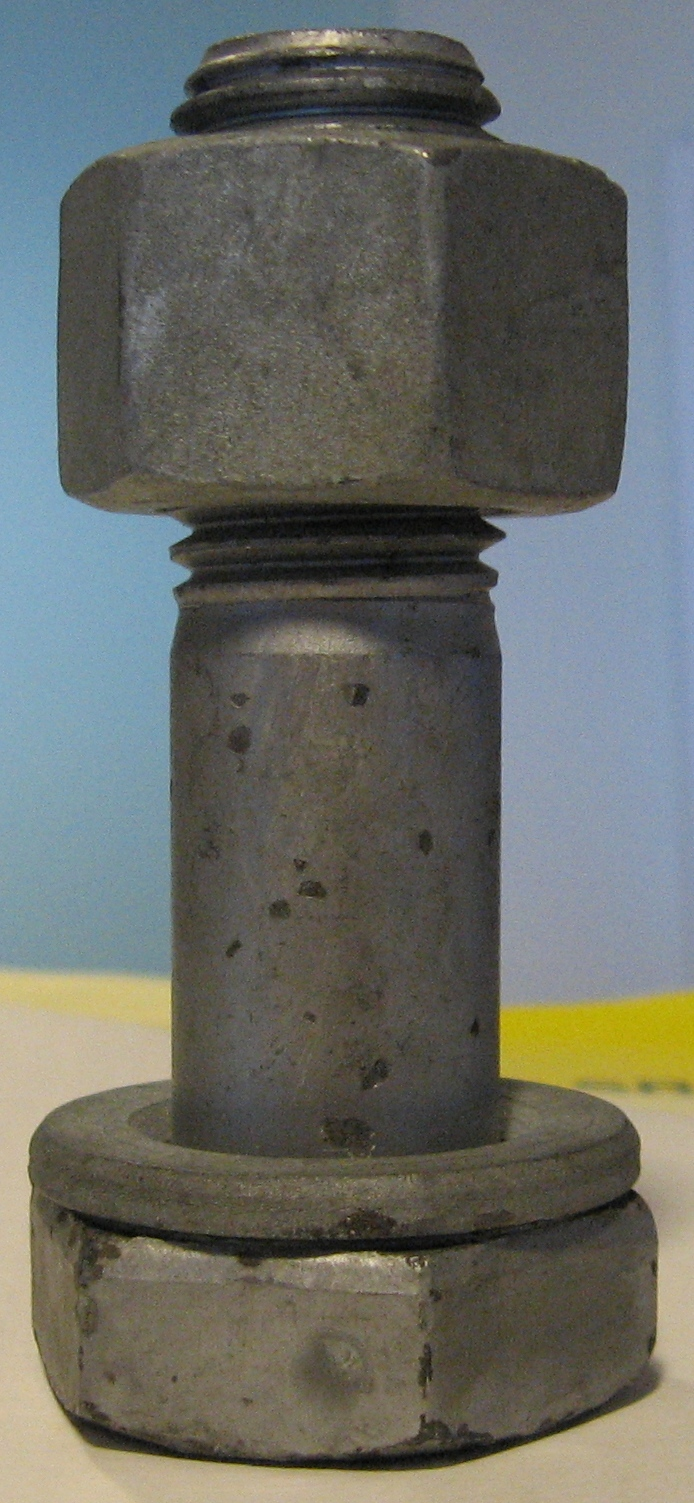
مسمار هيكليرقم DIN 6914 مع حلقة مطاطية برقم DIN 6916 وصمولة برقم UNI 5587

- الشريط المطاطي (أو الأشرطة من مواد أخرى)
- مثبت البرغي
- كباس الملابس
- دبوس دباسة (أداة تثبيت)
- غرز خياطة
- حزام
- أداة التثبيت المسننة
  - أدوات التثبيت المسننة المقيدة
  - الصامولة (أداة)
  - البرغي
  - وليجة ملولبة
  - القضيب المسنن
- الرباط (هندسة)
- المسمار المفصلي
- عروة الخزانة
- رباط حلزوني
- فيلكرو من نوع أشرطة الحلقة والخطاف
- مثبت إسفيني
- الزمام المنزلق